# Viktor Jusjtjenko
Viktor Andrijovytj Jusjtjenko (født 23. februar 1954) (Віктор Андрійович Ющенко) er en ukrainsk politiker, tidligere statsminister i Ukraine, leder af den politiske koalition, Vort Ukraine (Nasja Ukrajina), og fra 2005 til 2010 Ukraines præsident.
Jusjtjenko er økonom af uddannelse. Han har tidligere arbejdet ved de ukrainske afdelinger af Sovjetunionens statsbank. I 1993 begyndte han at arbejde i den nye ukrainske statsbank som han blev leder af i 1997. Han var dermed en central person i dannelsen af Ukraines nye nationalvaluta, Hryvnia, samt i etableringen af et reguleringssystem for kommerciel bankvirksomhed. Han er blevet beskyldt for at stjæle betydelige beløb fra banken.
I december 1999 blev Jusjtjenko udnævnt til statsminister af Ukraines præsident Leonid Kutjma. Han måtte forlade stillingen i 2001 efter at der blev rejst en mistillidsdagsorden mod ham på grund af en konflikt med industriledere fra kulminer og naturgas-selskaber. 
Jusjtjenko er gift med Katerina Jusjtjenko. Hun er ukrainsk-amerikansk, født i Chicago, og arbejdede tidligere i den amerikanske statsadministration.

## Præsidentvalget 2004
Efter han måtte gå af som statsminister, har Jusjtjenko markeret sig som en karismatisk politiker med stor tilslutning i de vestlige og centrale dele af landet. Han bliver regnet både som en vestligt-orienteret politiker og som en moderat ukrainsk nationalist der ønsker at gennemføre en privatisering af den ukrainske økonomi. 
De politiske modstandere kritiserer ham for ubeslutsomhed og for at være uklar i sine politiske standpunkter. Tilhængerne hævder at dette viser Jusjtjenkos vilje til forhandlinger, samarbejde og konsensus.
Jusjtjenkos valgkamp har været baseret på direkte kontakt med vælgerne siden det statsligt kontrollerede fjernsyn begrænsede tv-omtalen af oppositionskandidaterne. Valgkampen har været omstridt, bitter og med beskyldninger om «beskidte kneb» fra begge sider.
Tidligt i september 2004 blev Jusjtjenko meget syg og i hast fløjet til Rudolfinerhaus-klinikken i Wien for medicinsk behandling. Efter behandlingen fremstod han med et stærkt arret ansigt. Senere er der blevet påvist store koncentrationer af dioxiner i hans blod (1000 gange mere end normalt). Lægerne mente at det skyldtes forgiftning «sandsynligvis indtaget oralt». Jusjtjenko hævder at han blev forgiftet under en frokost med lederen for Ukraines sikkerhedstjeneste i september. I midten af december blev de videnskabelige analyser af Jusjtjenkos blod offentliggjort. De bekræftede at han var blevet forgiftet med TDCC (tetrachlorodibenzoparadioxin), den farligste af de kendte dioxinformer.
Til trods for forgiftningen var Jusjtjenko i stand til at gennemføre valgkampen. I første valgrunde fik han 39,87 % af stemmerne, mens modstanderen Viktor Janukovitj fik 39,32 %. Da ingen af kandidaterne fik over 50 % af stemmerne, blev der afholdt en valgrunde til. I den følgende runde fik Janukovitj angiveligt flest stemmer, og han blev således erklæret som vinder af valget. 
Efter voldsomme protester og påstande om valgfusk besluttede Ukraines højesteret at der skulle afholdes en tredje valgrunde den 26. december 2004. Denne blev afholdt under stor international opmærksomhed med deltagelse af omkring 12.000 valgobservatører og gav en beskeden valgsejr til Viktor Jusjtjenko. Hans modkandidat, premierminister Viktor Janukovitj bebudede at ville forsøge at få resultatet af valget kendt ugyldigt.

## Æresbevisninger
Viktor Jusjtjenko er siden den 24. april 2006 Kommandør af Storkorset af Trestjerneordenen.